# Ørslev Sogn (Kalundborg Kommune)
Ørslev Sogn ist eine Kirchspielsgemeinde (dän.: Sogn) auf der dänischen Insel Seeland.
Bis 1970 gehörte sie zur Harde Løve Herred im damaligen Holbæk Amt, danach zur Høng Kommune im Vestsjællands Amt, die wiederum im Zuge der Kommunalreform zum 1. Januar 2007 in der Kalundborg Kommune in der Region Sjælland aufgegangen ist.

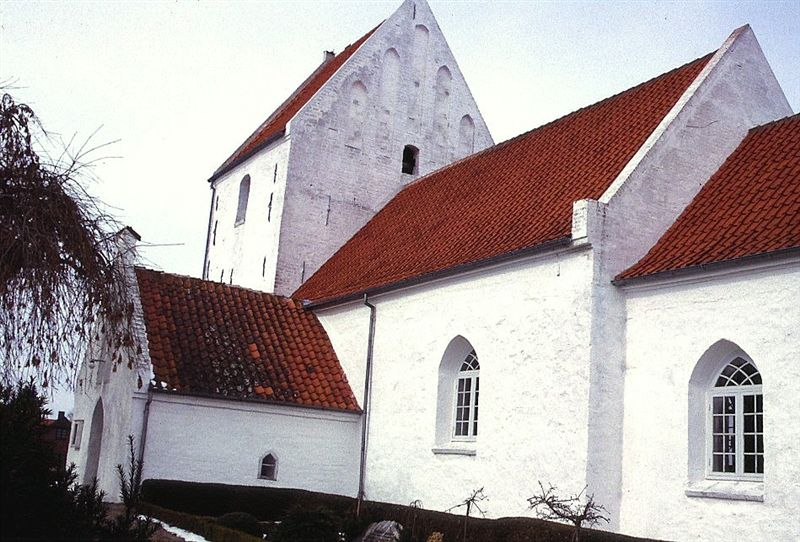
Ørslev Kirke

Im Kirchspiel leben 310 Einwohner, die „Ørslev Kirke“ liegt auf dem Gebiet der Gemeinde.
Nachbargemeinden sind im Südwesten Solbjerg Sogn, im Westen Finderup Sogn, auf dem Gebiet der Sorø Kommune im Norden Ruds Vedby Sogn und im Nordosten Skellebjerg Sogn, sowie auf dem Gebiet der Slagelse Kommune im Osten Nordrupvester Sogn und im Südosten Sønderup Sogn.